# Al-Fashir
Al-Fashir o Al-Fasher (àrab: الفاشر, al-Fāxir) és una ciutat del Sudan, capital de l'estat de Sudan del Nord i de la regió del Darfur. "Fashir" és el nom donat a una residència reial i més concretament a l'espai obert on es feien les audiències públiques d'un sultà i també un mercat. És el mercat agrícola de la regió. La seva població el 2006 era de 264.734 habitants.

## Història
El 1791 o 1792 el sultà Abd al-Rahman ibn al-Rashid ibn Ahmad Bakr (vers 1785 o 1787 - 1799 o 1801) va escollir aquest lloc, al Wadi Tamdalti, en un turó, com a residència i una ciutat es va desenvolupar a l'entorn del palau. W. G. Browne hi va estar el 1793 i 1796 però només descriu el palau i no parla encara de la vila, sent la principal població llavors Cobbé o Kubbayh. Al-Tunisi la va visitar vers 1803 quan ja havia sorgit edificis i cases de palla. Fins al 1874 fou la capital del sultanat i després va estar en possessió dels pretendents Hasab Allah ibn Muhammad Fadl (1874) i Sayf ad-Din Muhammad Harun al-Rashid ibn Sayf al-Din Bush (1877-1880) que dominaven el Djebel Murra.
El 1884 fou ocupada per les forces de Muhàmmad Àhmad i Muhammad Khalid Zukal fou nomenat governador de Darfur amb seu a al-Fashir. El 1898 l'estat del Mahdi fou eliminat pels anglo-egipcis i el 21 de març de 1899 Ali Dinar ibn Zakariyya ibn Muhammad Fadl (conegut com a Ali Dinar), antic oficial mahdista que havia quedat amb el control de la ciutat, va proclamar el restabliment del sultanat amb al-Fashir com la seva capital. El sultanat fou ocupat pels anglo-egipcis que van derrotar l'exèrcit del sultà prop d'al-Fashir el 22 de maig de 1916, batalla en la qual va morir el mateix Ali Dinar, quedant el Darfur annexionat. Al-Fashir va esdevenir la capital de la província de Darfur. Amelia Earhart hi va passar en el seu intent de volta al món. El 1875 tenia un 2600 habitants però eren uns deu mil el 1905 i 26.161 el 1959. En aquest any es va obrir una via fèrria que va ajudar a desenvolupar la ciutat. El 2001 va arribar a 178.500 habitants. La missió de pau del Darfur de les Nacions Unides al començar el segle xxi i l'ajut humanitari ha permès desenvolupar més negocis a la ciutat.